# Conflit géorgien-ossète (1918-1920)
Guerre civile russe
Le conflit géorgien-ossète de 1918-1920 est une série de soulèvements, qui ont eu lieu dans les régions habitées par les Ossètes de ce qui est aujourd'hui l'Ossétie du Sud, une république séparatiste en Géorgie, contre la république fédérative démocratique transcaucasienne, puis la république démocratique dominée par les mencheviks, qui a coûté la vie à plusieurs milliers de personnes et laissé des souvenirs douloureux parmi les communautés géorgiennes et ossètes de la région.
Au cours de son bref mandat, le gouvernement menchevik de Géorgie rencontre des problèmes importants avec les Ossètes de souche ont largement sympathisé avec les bolcheviks et la Russie soviétique. Les raisons du conflit sont compliquées. Une réforme agraire en retard et des troubles agraires dans les régions pauvres peuplées d'Ossètes se sont mêlés à une discorde ethnique et à la lutte pour le pouvoir dans le Caucase.

## 1917-1918
Après la révolution de février 1917 qui aboutit à l'abdication du tsar Nicolas II de Russie, les Ossètes créent un Conseil national des Ossètes qui se réunit à Java en juin 1917 et préconise la création d'organes autonomes dans les zones habitées par les Ossètes des deux côtés du Caucase. Le Conseil est divisé en interne selon les lignes idéologiques et deviendra rapidement dominé par les bolcheviks qui appellent à l'unification de l'Ossétie du Nord et du Sud et à l'incorporation de l'Ossétie du Sud dans la Russie soviétique.
Déjà en février 1918, de nombreuses manifestations de désobéissance civiles éclatent parmi les paysans ossètes qui refusent de payer des impôts au gouvernement transcaucasien basé à Tiflis. Le 15 mars 1918, les paysans ossètes se révoltent et réussissent à repousser une offensive d'un détachement punitif de la Garde populaire géorgienne commandé par un officier ossète, Kosta Kaziev. Les combats culminent dans la ville de Tskhinvali qui est occupée par les rebelles le 19 mars 1918. La Garde populaire géorgienne reprend le contrôle de Tskhinvali le 22 mars. Le soulèvement est finalement réprimé et des mesures répressives sévères s'installent dans la région, générant du ressentiment contre les mencheviks, désormais assimilés, aux yeux des Ossètes, aux Géorgiens. Cela ouvrira également la voie à de forts sentiments pro-bolcheviques parmi les Ossètes.
Valiko Djoughéli parle des Ossètes comme étant : « Nos pires ennemis, les plus implacables » ajoutant : « Ces traîtres devront être cruellement punis. Il n'y a pas d'autre moyen ».

## 1919
En octobre 1919, des révoltes contre les mencheviks éclatent à nouveau dans plusieurs régions. Le 23 octobre, les rebelles de la région de Roki proclament l'établissement du pouvoir soviétique et commencent à avancer vers Tskhinvali, mais subissent une défaite et se retirent dans le district de Terek sous contrôle soviétique.
L'année 1919 voit également une série de discussions infructueuses concernant le statut et la gouvernance de la région. Les Ossètes réclament un degré d'autonomie comparable à celui accordé aux Abkhazes et aux Géorgiens musulmans en Adjarie. Cependant, aucune décision finale n'est prise et le gouvernement géorgien interdit le Conseil national d'Ossétie du Sud, un organe dominé par les bolcheviks, et refuse toute concession d'autonomie. Les bolcheviks exploiteront pleinement les tensions et les erreurs mencheviks pour renforcer encore leur influence parmi les Ossètes.

## 1920
En 1920, un soulèvement ossète beaucoup plus important a lieu, soutenu par le comité régional du Parti communiste bolchevique russe, qui a rassemblé une force militaire à Vladikavkaz, la capitale de l'actuelle Ossétie du Nord-Alanie, en Russie. Malgré l'assurance du respect de l'intégrité territoriale de la Géorgie dans le traité de Moscou (en) du 7 mai 1920, la Russie soviétique exige que la Géorgie rappelle ses troupes d'Ossétie.
De nombreux villages sont incendiés, de vastes zones dépeuplées, environ 5 000 personnes périssent et 20 000 Ossètes sont contraints de se réfugier en Russie soviétique. Des sources ossètes donnent la répartition suivante des pertes : 387 hommes, 172 femmes et 110 enfants tués au combat ou massacrés ; 1 206 hommes, 1 203 femmes et 1 732 enfants sont morts pendant leur transfert. Le nombre total de décès s'élève à 4 812 ou 5 279 selon une autre source, soit 6 à 8 % de la population ossète totale de la région.
Au printemps et à l'été 1920, la Géorgie écrase la révolte.

## Conséquences
En février 1921, de nombreux Ossètes rejoignent l'avancée de l'Armée rouge qui met fin à l'indépendance de la Géorgie. En avril 1922, le gouvernement géorgien soviétique nouvellement établi récompense le service ossète avec la création de l'oblast autonome d'Ossétie du Sud qui comprend non seulement des villages ossètes et mixtes géorgiens-ossètes, mais aussi des villages purement géorgiens, où les Ossètes étaient en minorité à cette époque, comme sa capitale.

## Évaluation
Malgré le conflit sanglant et les souvenirs douloureux qu'il a laissés, les relations entre Géorgiens et Ossètes sont restées pacifiques tout au long de la période soviétique, contrairement à l'autre foyer ethnique de Géorgie, l'Abkhazie, où la discorde ethnique était beaucoup plus profonde et potentiellement inflammable.
Avec la montée des tensions ethniques en Ossétie du Sud à la fin des années 1980, la thématique 1918-1920 refait surface, avec des récits et des interprétations contradictoires du conflit. Les Sud-Ossètes considèrent ces événements comme faisant partie de leur lutte pour l'autodétermination et affirment que la réaction géorgienne aux soulèvements a été un génocide. Les villages ossètes dépeuplés auraient été occupés par leurs voisins géorgiens des districts de Doucheti et K'azbegi. Le 2 novembre 2006, l'assemblée du peuple d'Abkhazie adopte à l'unanimité une résolution reconnaissant les actions géorgiennes de 1918-1920 et 1989-1992 comme un génocide en vertu de la convention de 1948.
La Géorgie nie les accusations et juge les chiffres exagérés. Sans nier la brutalité des combats, elle considère le conflit comme la première tentative de la Russie de déstabiliser la Géorgie en encourageant l'Ossétie du Sud à faire sécession et explique la sévérité de la réaction géorgienne par le pillage ossète de Tskhinvali et le rôle des bolcheviks dans Les événements.